# Tónlistinn
Tónlistinn é a parada musical oficial da Islândia, lançada pela Félag Hljómplötuframleiðenda no final dos anos 1980 e publicada semanalmente primeiro pela estação nacional de rádio e televisão RÚV, depois pelo serviço de música Tónlist.is e depois pela publicação musical Plötutíðindi.
Dois top 40 são revelados, um para singles e outro para os álbuns mais populares em todo o país. Os streaming no Spotify e as passagens de rádio em cinco estações populares são levadas em consideração para o ranking dos singles, enquanto para os álbuns, são levadas em consideração as reproduções no Spotify e as vendas físicas.

## Álbuns mais vendidos por ano
| Ano  | Artista                          | Álbum                                    | Vendas | Ref.   |
| ---- | -------------------------------- | ---------------------------------------- | ------ | ------ |
| 2009 | Friðrik Ómar & Jógvan Hansen     | Vinalög                                  | 8 965  | [ 1 ]  |
| 2010 | Helgi Björns & Reiðmenn Vindanna | Þú komst í hlaðið                        | 11 559 | [ 2 ]  |
| 2011 | Mugison                          | Haglél                                   | 27 707 | [ 3 ]  |
| 2012 | Ásgeir Trausti                   | Dýrð í dauðaþögn                         | 22 800 | [ 4 ]  |
| 2013 | Baggalútur                       | Mamma þarf að djamma                     | 7 903  | [ 5 ]  |
| 2014 | Ýmsir                            | SG hljómplötur                           | 5 172  | [ 6 ]  |
| 2015 | Of Monsters and Men              | Beneath the Skin                         | 3 941  | [ 7 ]  |
| 2016 | Júníus Meyvant                   | Floating Harmonies                       | 3 589  | [ 8 ]  |
| 2017 | JóiPé & Króli                    | Gerviglingur                             | 4 153  | [ 9 ]  |
| 2018 | JóiPé & Króli                    | Afsakið hlé                              | 4 185  | [ 10 ] |
| 2019 | Billie Eilish                    | When We All Fall Asleep, Where Do We Go? | 4 035  | [ 11 ] |
| 2020 | Hafdís Huld                      | Vögguvísur                               | 3 935  | [ 12 ] |
| 2021 | Hafdís Huld                      | Vögguvísur                               | 5 332  | [ 13 ] |

## Canções mais vendidos por ano
| Ano  | Artista                                              | Canção              | Vendas | Ref.   |
| ---- | ---------------------------------------------------- | ------------------- | ------ | ------ |
| 2017 | Luis Fonsi e Daddy Yankee com part. de Justin Bieber | "Despacito (Remix)" | 16 367 | [ 9 ]  |
| 2018 | JóiPé & Króli                                        | "Í átt að tunglinu" | 14 102 | [ 10 ] |
| 2019 | Billie Eilish                                        | "Bad Guy"           | 16 636 | [ 11 ] |
| 2020 | The Weeknd                                           | "Blinding Lights"   | 19 655 | [ 12 ] |
| 2021 | Jón Jónsson com part. de GDRN                        | "Ef ástin er hrein" | —      | [ 14 ] |